# Indumentum

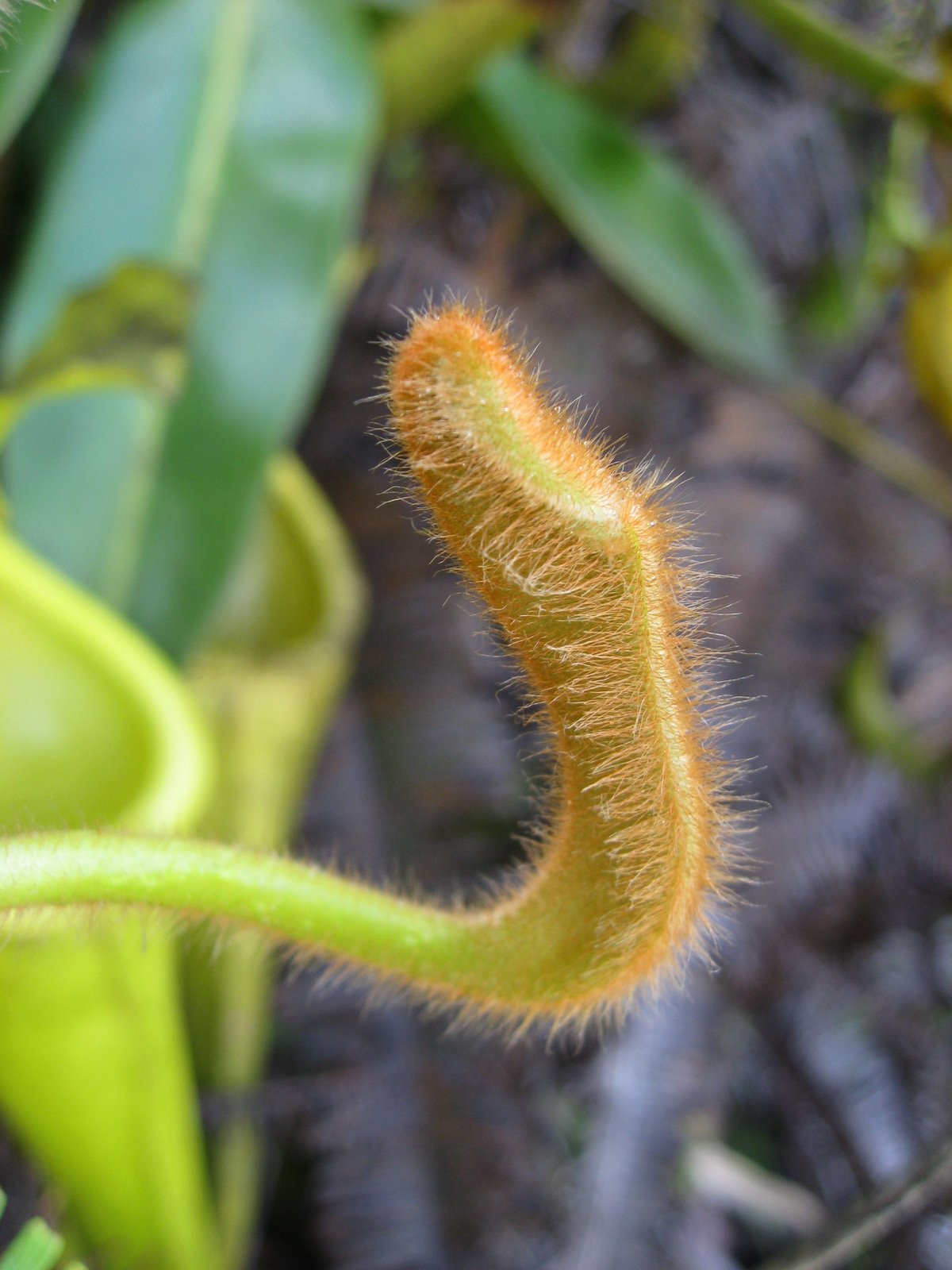
Exempel på indumentum

Indumentum (eller med ett kortare ord indument) är en beläggning av fina hår på en växt eller ett djur, eller en fågels fjäderdräkt. Ordet är lånat från latin och betyder beklädnad. För växter görs ibland skillnad mellan hårbeklädnad på under- och ovansidan av blad. Hårbeklädnad på ovansidan benämns då istället tomentum (eller med ett kortare ord toment). 